# Schizma
Schizma – rozłam między wyznawcami jednej religii, ideologii lub grupy kultowej.
Do najważniejszych schizm w świecie chrześcijańskim należą:
- wielka schizma wschodnia (1054) – między prawosławiem i rzymskim katolicyzmem,
- wielka schizma zachodnia (1378–1417),
- reformacja (1517–1562) – między protestantyzmem i rzymskim katolicyzmem.

Do współczesnych ruchów schizmatycznych można zaliczyć reakcję Kościoła rzymskokatolickiego w Niemczech na postanowienia Vaticanum I, a także powstanie kościołów starokatolickich (1870). W XX wieku po soborze watykańskim II za schizmę można uznać sedewakantystów, dla których ostatnim papieżem był Pius XII; uważają oni, że jako jedyni są katolikami.